# Campeonato Europeo Sub-18 1959
El Campeonato Europeo Sub-18 1959 se jugó en Bulgaria del 25 de marzo al 6 de abril y contó con la participación de 17 selecciones juveniles de Europa.
El anfitrión Bulgaria venció en la final al campeón defensor Italia para ganar el título por primera vez.

## Participantes
| - Austria - Bulgaria (anfitrión) - Checoslovaquia - Alemania Democrática - Inglaterra - Francia | - Alemania - Grecia - Hungría - Italia - Luxemburgo - Países Bajos | - Polonia - Rumania - España - Turquía - Yugoslavia |

## Fase de grupos

### Grupo A
| País                 | J | G | E | P | GF | GC | GD | Pts |
| -------------------- | - | - | - | - | -- | -- | -- | --- |
| Alemania Democrática | 3 | 2 | 0 | 1 | 8  | 3  | +5 | 4   |
| Checoslovaquia       | 3 | 1 | 1 | 1 | 2  | 2  | 0  | 3   |
| Francia              | 3 | 1 | 1 | 1 | 5  | 6  | –1 | 3   |
| Polonia              | 3 | 0 | 2 | 1 | 5  | 9  | –4 | 2   |

| 29 de marzo | Alemania Democrática | 3–1 | Francia              |
|             | Checoslovaquia       | 1–1 | Polonia              |
| 31 de marzo | Polonia              | 3–3 | Francia              |
|             | Checoslovaquia       | 1–0 | Alemania Democrática |
| 2 abril     | Alemania Democrática | 5–1 | Polonia              |
|             | Francia              | 1–0 | Checoslovaquia       |

### Grupo B
| País       | J | G | E | P | GF | GC | GD  | Pts |
| ---------- | - | - | - | - | -- | -- | --- | --- |
| Italia     | 4 | 3 | 1 | 0 | 9  | 1  | +8  | 7   |
| Rumania    | 4 | 2 | 1 | 1 | 8  | 3  | +5  | 5   |
| Grecia     | 4 | 2 | 0 | 2 | 4  | 7  | –3  | 4   |
| Inglaterra | 4 | 1 | 1 | 2 | 6  | 6  | 0   | 3   |
| Turquía    | 4 | 0 | 1 | 3 | 3  | 13 | –10 | 1   |

| 25 de marzo | Italia     | 3–0 | Inglaterra |
|             | Rumania    | 5–0 | Turquía    |
| 27 de marzo | Turquía    | 0–4 | Italia     |
|             | Grecia     | 1–0 | Rumania    |
| 29 de marzo | Turquía    | 1–1 | Inglaterra |
|             | Italia     | 1–0 | Grecia     |
| 31 de marzo | Rumania    | 2–1 | Inglaterra |
| 1 de abril  | Grecia     | 3–2 | Turquía    |
| 2 abril     | Rumania    | 1–1 | Italia     |
| 3 abril     | Inglaterra | 4–0 | Grecia     |

### Grupo C
| País             | J | G | E | P | GF | GC | GD | Pts |
| ---------------- | - | - | - | - | -- | -- | -- | --- |
| Bulgaria         | 3 | 3 | 0 | 0 | 9  | 1  | +8 | 6   |
| Alemania Federal | 3 | 2 | 0 | 1 | 2  | 2  | 0  | 4   |
| Países Bajos     | 3 | 1 | 0 | 2 | 3  | 5  | –2 | 2   |
| Yugoslavia       | 3 | 0 | 0 | 3 | 1  | 7  | –6 | 0   |

| 28 de marzo | Bulgaria         | 3–1 | Países Bajos |
| 29 de marzo | Alemania Federal | 1–0 | Yugoslavia   |
| 31 de marzo | Bulgaria         | 2–0 | Alemania     |
| 1 de abril  | Países Bajos     | 2–1 | Yugoslavia   |
| 2 abril     | Yugoslavia       | 0–4 | Bulgaria     |
|             | Alemania Federal | 1–0 | Países Bajos |

### Grupo D
| País       | J | G | E | P | GF | GC | GD  | Pts |
| ---------- | - | - | - | - | -- | -- | --- | --- |
| Hungría    | 3 | 2 | 1 | 0 | 12 | 1  | +11 | 5   |
| España     | 3 | 2 | 0 | 1 | 10 | 2  | +8  | 4   |
| Austria    | 3 | 1 | 1 | 1 | 4  | 3  | +1  | 3   |
| Luxemburgo | 3 | 0 | 0 | 3 | 1  | 21 | –20 | 0   |

| 29 de marzo | Luxemburgo | 1–10 | Hungría    |
|             | España     | 3–0  | Austria    |
| 31 de marzo | Austria    | 4–0  | Luxemburgo |
| 1 de abril  | Hungría    | 2–0  | España     |
| 2 abril     | Austria    | 0–0  | Hungría    |
|             | España     | 7–0  | Luxemburgo |

## Fase Final
|  | Semifinales          | Semifinales        |   |                      | Final             | Final |  |
|  |                      |                    |   |                      |                   |       |  |
|  |                      |                    |   |                      |                   |       |  |
|  | Sofia, 4 de abril    |                    |   |                      |                   |       |  |
|  | Bulgaria             | 3                  |   |                      |                   |       |  |
|  | Alemania Democrática | 0                  |   |                      |                   |       |  |
|  |                      |                    |   |                      |                   |       |  |
|  |                      |                    |   |                      | Sofia, 6 de abril |       |  |
|  |                      |                    |   |                      | Bulgaria          | 1     |  |
|  |                      | Italia             | 0 |                      |                   |       |  |
|  |                      |                    |   |                      |                   |       |  |
|  |                      |                    |   |                      |                   |       |  |
|  |                      |                    |   |                      | Tercer lugar      |       |  |
|  | Pernik, 4 de abril   | Pernik, 4 de abril |   | Sofia, 6 de abril    | Sofia, 6 de abril |       |  |
|  | Hungría              | 0                  |   | Alemania Democrática | 1                 |       |  |
|  | Italia               | 1                  |   |                      | Hungría           | 6     |  |

## Campeón
| Eurocopa Sub-18 1959 |
| -------------------- |
| Bandera de Bulgaria  |
| Bulgaria 1º Título   |